# Kanton Péronne
Kanton Péronne is een kanton van het Franse departement Somme. Het kanton maakt deel uit van het arrondissement Péronne.

## Gemeenten
Het kanton Péronne omvatte tot 2014 de volgende 21 gemeenten:
- Aizecourt-le-Haut
- Allaines
- Barleux
- Biaches
- Bouchavesnes-Bergen
- Bouvincourt-en-Vermandois
- Brie
- Buire-Courcelles
- Bussu
- Cartigny
- Cléry-sur-Somme
- Doingt
- Estrées-Mons
- Éterpigny
- Feuillères
- Flaucourt
- Mesnil-Bruntel
- Moislains
- Nurlu
- Péronne (hoofdplaats)
- Villers-Carbonnel

Ingevolge de herindeling van de kantons bij decreet van 26 februari 2014, met uitwerking op 22 maart 2015 zijn dat volgende 60 gemeenten :
- Aizecourt-le-Bas
- Aizecourt-le-Haut
- Allaines
- Barleux
- Bernes
- Biaches
- Bouchavesnes-Bergen
- Bouvincourt-en-Vermandois
- Brie
- Buire-Courcelles
- Bussu
- Cartigny
- Cléry-sur-Somme
- Combles
- Devise
- Doingt
- Driencourt
- Épehy
- Équancourt
- Estrées-Mons
- Éterpigny
- Étricourt-Manancourt
- Feuillères
- Fins
- Flaucourt
- Flers
- Ginchy
- Gueudecourt
- Guillemont
- Guyencourt-Saulcourt
- Hancourt
- Hardecourt-aux-Bois
- Hem-Monacu
- Hervilly
- Herbécourt
- Hesbécourt
- Heudicourt
- Lesbœufs
- Liéramont
- Longavesnes
- Longueval
- Marquaix
- Maurepas
- Mesnil-Bruntel
- Mesnil-en-Arrouaise
- Moislains
- Nurlu
- Péronne
- Pœuilly
- Rancourt
- Roisel
- Ronssoy
- Sailly-Saillisel
- Sorel
- Templeux-la-Fosse
- Templeux-le-Guérard
- Tincourt-Boucly
- Villers-Carbonnel
- Villers-Faucon
- Vraignes-en-Vermandois